# 仏隆寺
仏隆寺（ぶつりゅうじ）は、奈良県宇陀市榛原赤埴（はいばらあかばね）にある真言宗室生寺派の寺院である。山号は摩尼山。本尊は十一面観音。

## 概要
室生寺の南門として本寺と末寺の関係にある。
空海（弘法大師）が唐から持ち帰った最古の茶を栽培したといわれ、大和茶発祥の地とされる。
4月上旬には参道脇の奈良県最古とされる古木の桜である「千年桜」が開花し、多くの人で賑わう。この桜は推定樹齢900年とされ、「仏隆寺のヤマザクラ」として1978年に奈良県の天然記念物に指定されたが、その後の鑑定でモチヅキザクラであることが判明している。
彼岸の頃には約200段もの石段の両側をヒガンバナの花が埋め尽くし、2010年頃まではヒガンバナの名所とされていたが、その後出没するようになったシカとイノシシの食害によりほぼ全滅した。2015年に食害対策の柵が完成し、ボランティアにより少しずつヒガンバナの球根が植えられており、まずは参道の両側からヒガンバナが復活しつつある。

## 歴史
平安時代前期の嘉祥3年（850年）に空海（弘法大師）の高弟・堅恵（けんね）により創建されたと伝わるが、それ以前に奈良・興福寺の修円が創建したともいわれる。

## 境内
- 本堂 - 197段の石段を登った所に建つ。本尊として聖徳太子作とされる十一面観音立像を安置する。
- 石室（重要文化財） - 内部に堅恵の墓と伝えられる五輪塔がある。
- 十三重石塔 - 元徳2年（1330年）の銘がある。
- 千年桜（奈良県指定天然記念物） - ヤマザクラとエドヒガンの雑種であるモチズキザクラの一種
- 茶臼　- 空海が唐から持ち帰ったと伝えられる。

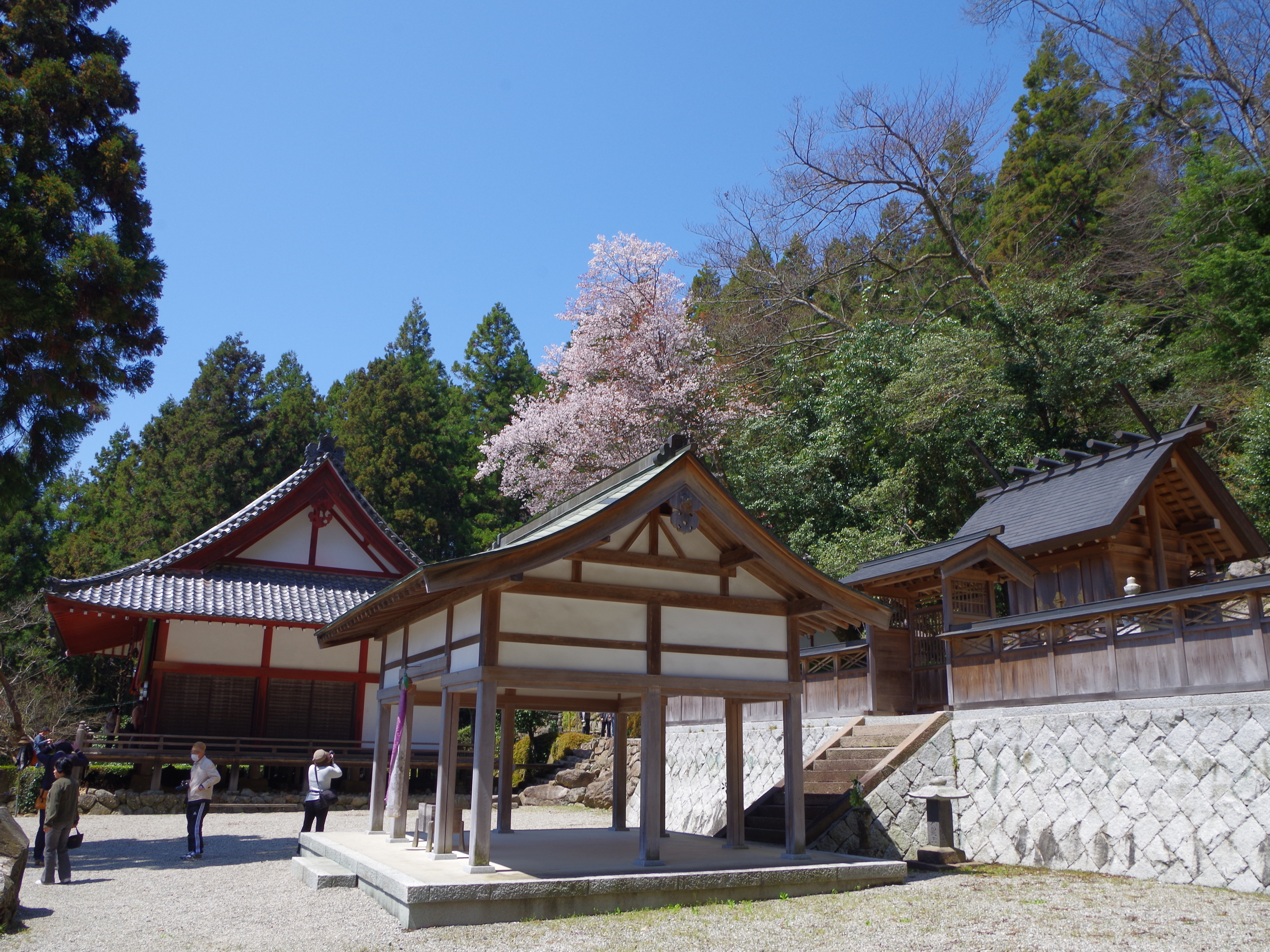
仏隆寺本堂と白岩神社
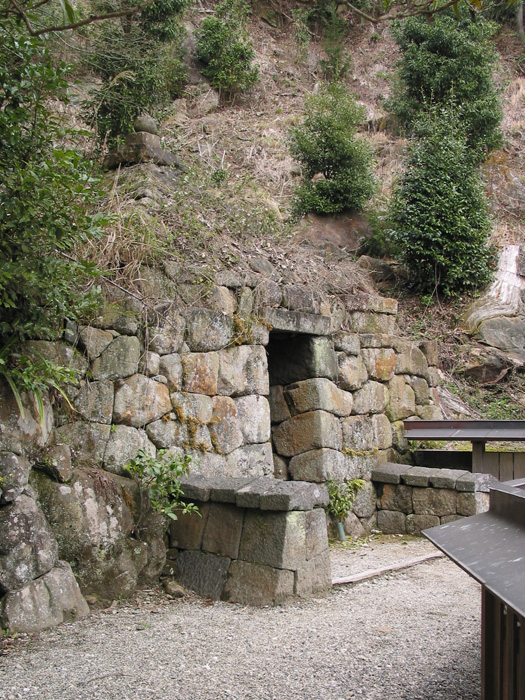
石室
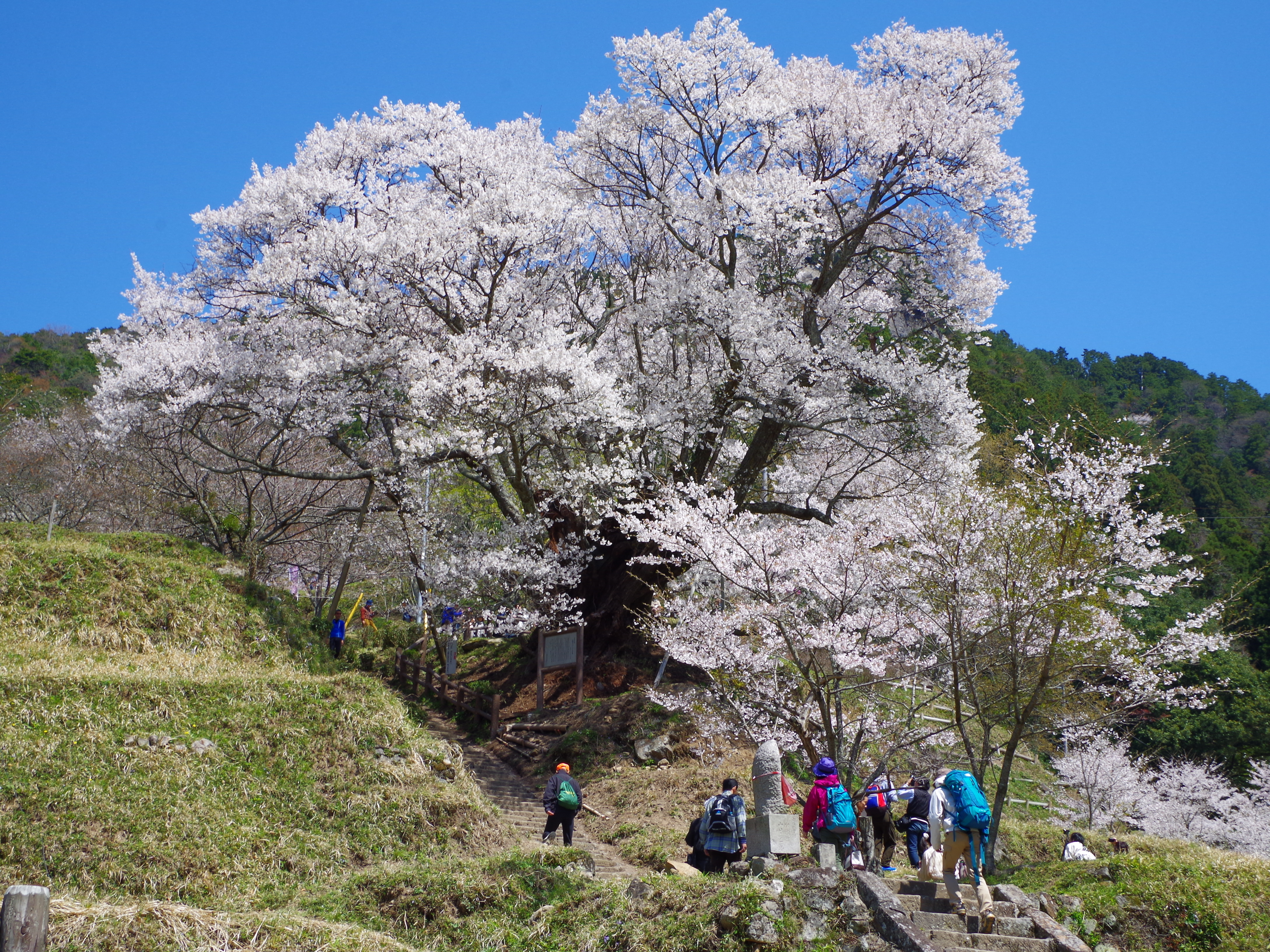
千年桜

## 文化財

### 重要文化財（国指定）
- 石室

### 奈良県指定天然記念物
- 千年桜

## アクセス
- 近鉄大阪線榛原駅から奈良交通バス（上内牧・曽爾村役場前行き）「高井」下車、徒歩約30分